# Austrolimnophila wilhelminae
Austrolimnophila wilhelminae är en tvåvingeart som beskrevs av Alexander 1960. Austrolimnophila wilhelminae ingår i släktet Austrolimnophila och familjen småharkrankar. Inga underarter finns listade i Catalogue of Life.